# 14439 Evermeersch
14439 Evermeersch eller 1992 RE2 är en asteroid i huvudbältet som upptäcktes den 2 september 1992 av den belgiske astronomen Eric W. Elst vid La Silla-observatoriet. Den är uppkallad efter den belgiske filosofen Etienne Vermeersch.
Asteroiden har en diameter på ungefär 5 kilometer och den tillhör asteroidgruppen Koronis.